# 带斑球蛛
带斑球蛛（学名：Theridion linimaculatum）为球蛛科球蛛属的动物。在中国大陆，分布于湖北等地，多生活于杉树叶基部。该物种的模式产地在湖北鹤峰。